# Acurenam
Akúrenam (exónimo español) o Akurenam (endónimo) es uno de los 3 distritos de la provincia Centro Sur en la parte continental de Guinea Ecuatorial. Geológicamente, pertenece a la zona del cratón precámbrico del continente africano y con muchos afloramientos rocosos de rocas ígneas y semimetamórficas, entre las más conocidas el Akoc Ncom y la famosa roca de Afahannan del consejo de poblado de Akelayong Mbam y la cascada turística de Moñung en Adjebe Obuc.

## Demografía
- Cuenta con 23 614 habitantes en el 2015, y 5 centros de salud para el 2017.[2]

## Geografía
Está ubicada al sur de la Provincia Wele-Nzas.
- Altitud: 646 metros.
- Latitud: 01° 02' 06" N
- Longitud: 10° 40' 10" E